# Buttjersprache

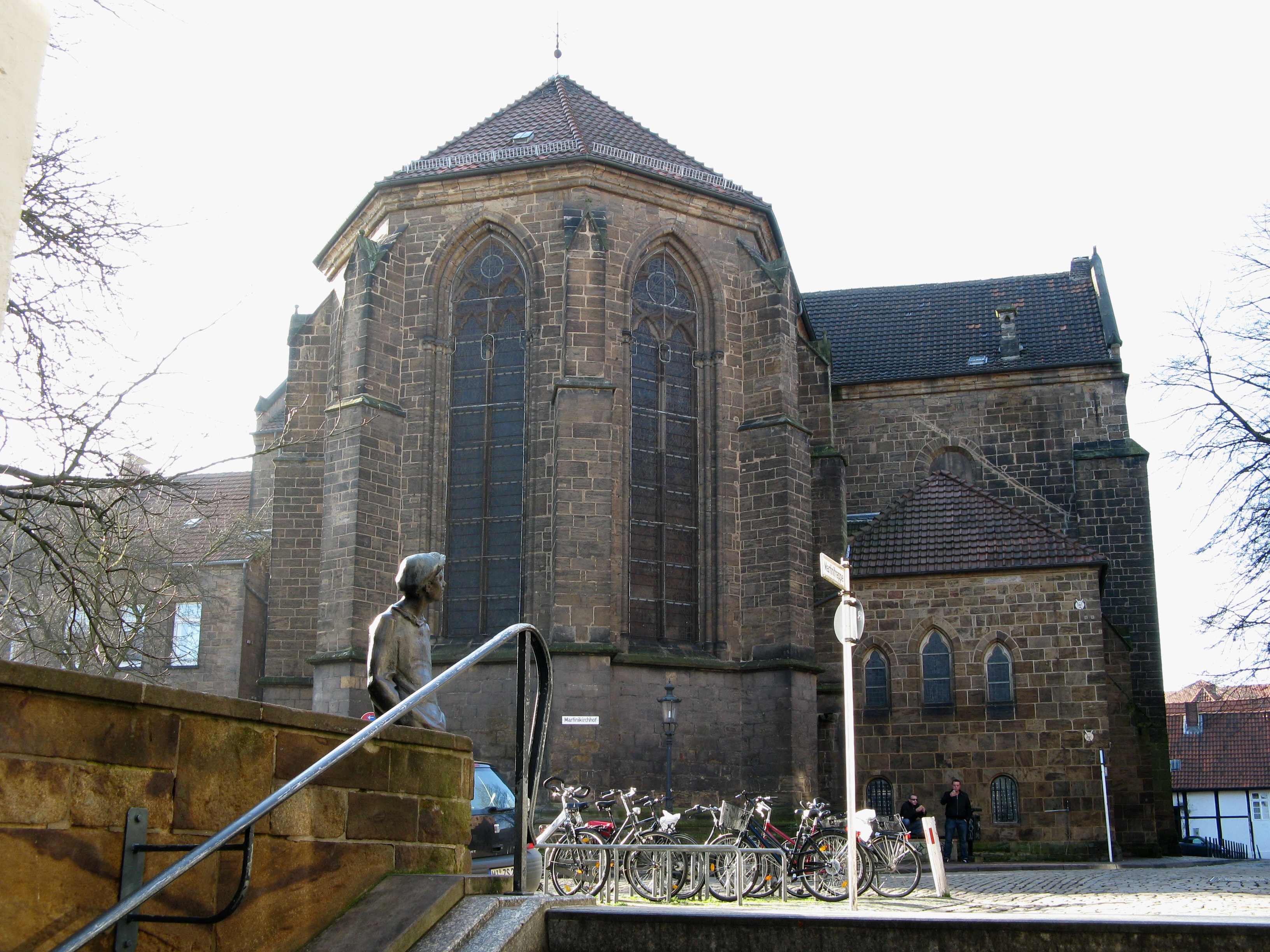
Skulptur eines Buttjers vor der Mindener Martinikirche

Die Buttjersprache war eine in der ostwestfälischen Stadt Minden an der Weser nachgewiesene Sondersprache (Mindener Rotwelsch), die ursprünglich als Soziolekt die Rolle einer Geheimsprache erfüllt hat. Das älteste bekannte Glossar der Buttjersprache stammt aus dem Jahre 1953 und enthält 95 Wörter, das neueste, durch Befragungen von Sprachzeugen ergänzte Glossar enthält über 900 Wörter.

## Geschichte
Über die zeitliche Entstehung der Buttjersprache ist wenig bekannt. Das älteste erhaltene Verzeichnis mit Wörtern der Buttjersprache stammt erst aus dem Jahr 1953. Aufgrund des Alters der damals lebenden Sprachzeugen lässt sich annehmen, dass die Buttjersprache in Mindens Fischerstadt schon um 1850 gesprochen wurde, wahrscheinlich ist sie aber wesentlich älter. Ein hypothetischer Fixpunkt ist die Ankunft der ersten Sinti in Minden. Buttjer war eine Bezeichnung für die Bewohner der oberen Mindener Altstadt, die auch ein Wohngebiet der Sinti war. Die Verben buttchen, buttschen und buttschern stehen für arbeiten; die Buttjersprache war also (auch) die Sprache der Arbeiter der oberen Altstadt. Als Selbstbezeichnung der Buttjersprache gab es auch den Begriff Latschosprache, latscho bedeutet auf Sintitikes gut. Das Wort Buttjer stammt aus dem Rotwelsch, wo es Bummler oder Landstreicher bedeutet. Die Buttjersprache wurde selbst innerhalb Mindens in räumlich voneinander getrennten Vierteln, Schwerpunkten und Straßenzügen gebraucht, jedoch kaum östlich der Weser. Befragungen von Sprachzeugen ergaben, dass einige Wörter und Ausdrücke schon ein paar Straßen weiter unbekannt waren. Im Wortschatz der Buttjersprache lässt sich auch für den kurzen Zeitraum, für den schriftliche Dokumente existieren, ein erheblicher Sprachabbau feststellen.

## Spendersprachen
Der Wortbestand der Buttjersprache stammt aus verschiedenen Quellen: aus dem Rotwelsch, dem Jiddischen, dem Jenisch der Schausteller, dem Sintitikes, aus dem Platt der bäuerlichen Umgebung Mindens, aus der Mindener Umgangssprache, aus dem Hochdeutschen, einzelnen Begriffen aus dem Ruhrgebiet und anderen Sprachen.

## Kennzeichen der Buttjersprache
Schon die Mindener Umgangssprache achtet oft wenig auf Sprachrichtigkeit. Dafür ist die Frage Willsta mit sprechen? anstelle von „Willst du mit ihm/ihr sprechen?“ ein kurzes Beispiel, ebenso Machste leiden? für „Gefällt dir das?“. Ein anderes Beispiel muss fast schon übersetzt werden: Krich das da nich wech! Das licht anne Erde für „Heb’ das nicht auf! Das liegt (doch) auf der Erde (= ist schmutzig)!“ Die Sprache der ortsansässigen Buttjer unterschied sich von der Sprache der Stadt- und Landstreicher, wie sich an den Zahlwörtern zeigen lässt. „Eins, zwei, drei, vier“ hießen in der Buttjersprache jeck, dui, tren, star; in der Sprache der Stadt- und Landstreicher olf, bais, kümmel, dollar. Manche Ausdrücke der Buttjersprache hören sich harmlos an wie Universität, werden aber mit Wortwitz in anderer Bedeutung verwendet (Universität = „Gefängnis“). Manche Wörter sind viel- oder doppeldeutig. Beispiel: Kaum haste den jadjedi inne feme un denkst, nu kommste ans Schickern, da schallert der dich noch ’ne Strophe! – „Kaum hast du den Schnaps in der Hand und denkst: jetzt fängt das Trinken an, da singt der noch ’ne Strophe!“ (schallern = „singen“) – Aber: Der hat dich den original eine jeschallert! – „Der hat dem wirklich ’ne Ohrfeige gegeben!“ – Affenflöte heißt „Zigarette“ und Schmockstock „Zigarre“. In der Notzeit nach dem Krieg sammelten viele arme Raucher (auch Schüler, die tauschen wollten) achtlos weggeworfene Zigarettenkippen, um aus deren Tabakresten „neue“ Zigaretten anzufertigen. Man musste aufpassen, und es musste schnell gehen, damit die Kippe auf dem Bürgersteig nicht zertreten wurde. Der entsprechende Ausruf lautete: Tick dich, Fitti, krall dich den Kometen! – „Guck mal Fritze, schnapp dir die Kippe!“

## 1940 bis 2008

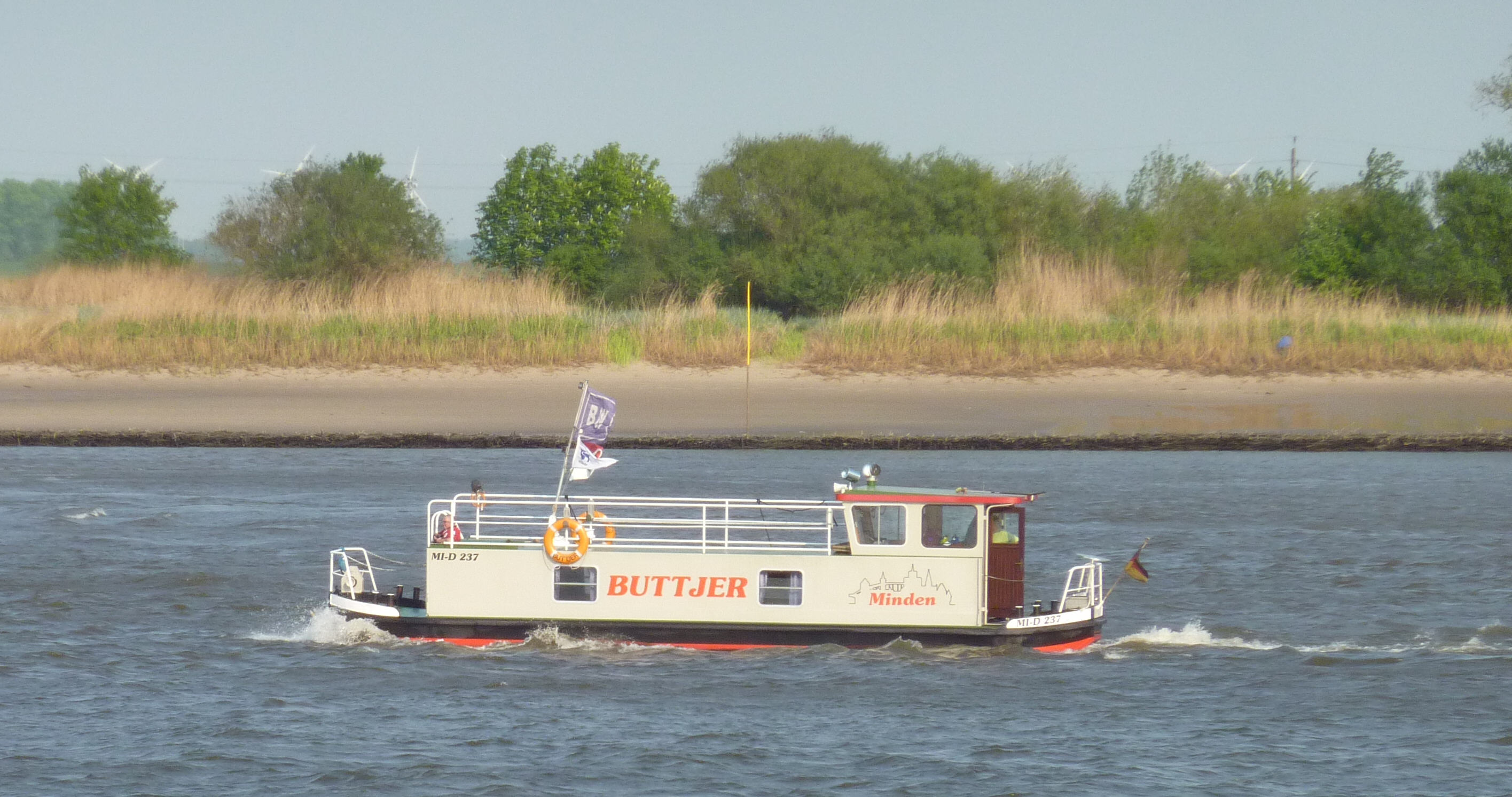
Ein Wasserfahrzeug namens Buttjer

Spätestens in den 1940er Jahren wurde die Buttjersprache auch zur Sprache der Pennäler, manchmal auch zur Familiensprache. Etwa zu dieser Zeit haben die der Buttjersprache mächtigen Mindener damit begonnen, sie mit der Bi-Sprache zu kombinieren. Die Bi-Sprache, die auch andernorts bekannt ist, diente dazu, die Buttjersprache vollends unverständlich zu machen. Obwohl die Prinzipien der Bi-Sprache auf simplen Regeln basieren, ist diese für Außenstehende schwer zu verstehen. Grundsätzlich wird bei ihrer Verwendung ein "bi" hinter Vokale gesetzt um Wörter so zu verkomplizieren. Der westfälische Bauer, der für falldicke die Übersetzung „sturzbetrunken“ noch fand, gehörte vor allem bei einem schnell gesprochenen fabilldibicke nicht mehr zum Kreis der Eingeweihten. Inzwischen hört man die Buttjersprache nur noch selten, selbst unter älteren Mindenern. Die enge Ortsbindung der Buttjersprache an die Mindener Kernstadt ging mit der Ausdehnung Mindens und mit der rasant gewachsenen Mobilität in den letzten Jahrzehnten weitgehend verloren. Die Lebenswelt, in der die Buttjersprache entstanden war, ist mit dem Wirtschaftswunder allmählich verschwunden. Die Buttjersprache stirbt aus. 
Jedoch tritt bei jedem Mindener Freischießen seit etlichen Jahren der bekannte Alleinunterhalter und Entertainer „Didi Minden“ als echter Mindener Buttjer auf. Er ist in der alten Innenstadt (auffe Rebe) geboren und auch hier aufgewachsen. Er übernimmt die Moderation zu den Einmärschen der einzelnen Kompanien und gibt den wartenden Zuschauern teils in der Mindener Buttjersprache und auch in Hochdeutsch Erklärungen zu den einmarschierenden Kompanien zum Besten. Hier wird zum Beispiel, wenn die Eskadron (die berittene Einheit des Bürgerbataillons) auf den Marktplatz aufreitet, von dem Buttjer schon mal wie folgt vorgestellt:
„Reune tick doch ma, jetzt kommen dich die berittenen Reiter“ oder „Jetzt tippeln dich die Palemachonen vonne Dribitten abin.“
Im April 2024 wurde die Mindener Butjersprache als immaterielles Kulturerbe anerkannt.
Koordinaten: 52° 17′ 17″ N, 8° 54′ 54″ O